# Transcendentalismus
Transcendentalismus bylo náboženské a filosofické hnutí počátku 19. století ve Spojených státech amerických. Kořeny transcendentalismu najdeme už v myšlenkách kalvinismu 17. a 18. století. Dále navazoval na anglický puritanismus. Vznikl jako protiváha stavu obecné duchovnosti a ideově vyšel z učení unitářů. Transcendentalisté považovali instituce společnosti, politiku a organizované náboženství za ničitele čistoty jednotlivce. Pouze tito soběstační a silní jednotlivci mohli podle jejich názoru tvořit skutečnou komunitu.

## Historie
Transcendentalismus vychází z kalvinismu a amerického puritanismu. Hlavním zdrojem je také kontext unitarismu – New England Congregationalists. Upřednostňují „jedinost Boha – Unity“ (namísto trojjedinosti – Trinity). Postavu Ježíše Krista podřizují Bohu, ale stále ho staví nad člověka. Ortodoxní větev unitářů však věří v lidskou podobnost s Nejvyšší bytostí a v možnost podílení se na božství.
Základní myšlenkou transcendentalismu je účinnost lidského snažení. Věří, že člověk je schopen dobrovolného etického chování a také ho sám umí rozeznat. Aby své myšlenky mohli dále lépe šířit, přebírají některé evangelikální praktiky, jako např. účast na misijních a dobročinných společnostech.

## Víra
Nejdříve se transcendentalisté spíše vymezovali vůči unitářům. Považovali jejich učení za nedostatečné a hledali intenzivnější duchovní zkušenosti. Jako základní předpoklad viděli vnitřní úsilí směrem k duchovnímu spojení. Rozvíjeli představy o lidském rozumu – intuici. Považovali ji za spolehlivý zdroj pravdy. Základ je podle nich v lidském vědomí, které člověk konfrontuje s běžnou skutečností.
Boha viděli všudypřítomného v přírodě. Je trvale ve všech věcech – včetně člověka. Vše je tedy stejně božské a každý může zažít přímý kontakt s božstvím. Běžné události světa mohou mít přirozenou a zároveň božskou příčinu.
Transcendentalisté neprováděli žádné konkrétně dané rituály ani neuznávali ucelenou náboženskou formu. Většinou se jejich víra dá označit jako „osobní“. Snažili se navracet k přírodě a zkoumali vlastní duši.

## Zdroj myšlenek
Transcendentalisté náboženství nepovažovali za empiricky doložitelné. K těmto myšlenkám přispěla i publikace F. D. E. Schleiermachera Critical Essay Upon the Gospel of St. Luke (1825), která Bibli představila jako výsledek lidské činnosti v kontextu historie. Dalším významným zdrojem transcendentalismu byl německý filosof Frederic Henry Hedge (1805–1890), který představil anglické veřejnosti Kantovu transcendentální filosofii.
Immanuel Kant – transcendentální filosofie
Počátek nacházíme v Kantově kriticismu, kde začal rozpracováním transcendentálního přístupu k teorii poznání. Zdůrazňoval autonomii lidské vůle a pojem svoboda – jako předpoklad schopnosti morálně se rozhodovat. Soustředil se na teoretické poznání apriorního fungování rozumu – řešil otázku sebevědomí jako činného rozumu. Člověka Kant definoval hlavně jako myslící bytost, jehož morální rozhodování je závislé na jeho myšlenkové schopnosti, která je podmíněna hmotnou povahou. Svobodná volba je podmíněna rozumovým chápáním toho, co je dobré – morálkou. V této souvislosti odlišoval myšlený a reálný důvod. Jeho transcendentální kritika náboženství zapojovala subjektivní stránku.
Esej R. W. Emersona The Transcendentalist ustanovil doktrínu transcendentalistů. Zdůrazňoval nutnost podpory bytí jedince, které povede k přiblížení přírodě a odstranění „kontaminace“ vzniklé kvůli tehdejšímu stavu společnosti. Další esej Nature (1836) položil základ pro posilování pravomocí lidské mysli a vnímal její nové otevření k přílivům světla a síly. Žádal revoluci lidského vědomí.

## Vliv
Roku 1836 byl založen Transcendentální klub, jehož členy byli kromě Emersona také Henry David Thoreau, Frederic Henry Hedge a George Putnam. Společně vydávali časopis The Dial (1840–44). Transcendentalisté vydávali i jiné výstupy: The Christian Examiner, Boston Quarterly Review.
Transcendentalismus měl výrazný vliv na americkou literaturu a filosofii. Za navazující hnutí je považováno The New Thought (hnutí Nové myšlenky). Také hinduistické hnutí Brahmo Samraj (zakladatel Ram Mohan Roy) vidělo ve spojení s myšlenkami unitářství nové „obnovené náboženství“.
Transcendentalismus ovládal myšlení americké renesance a jeho vliv dozníval až do 20. století. Přitahoval zaměřením na vlastní identitu, duchovní pokrok a sociální spravedlnost, ale také estetiku.